# Robert Hartinger

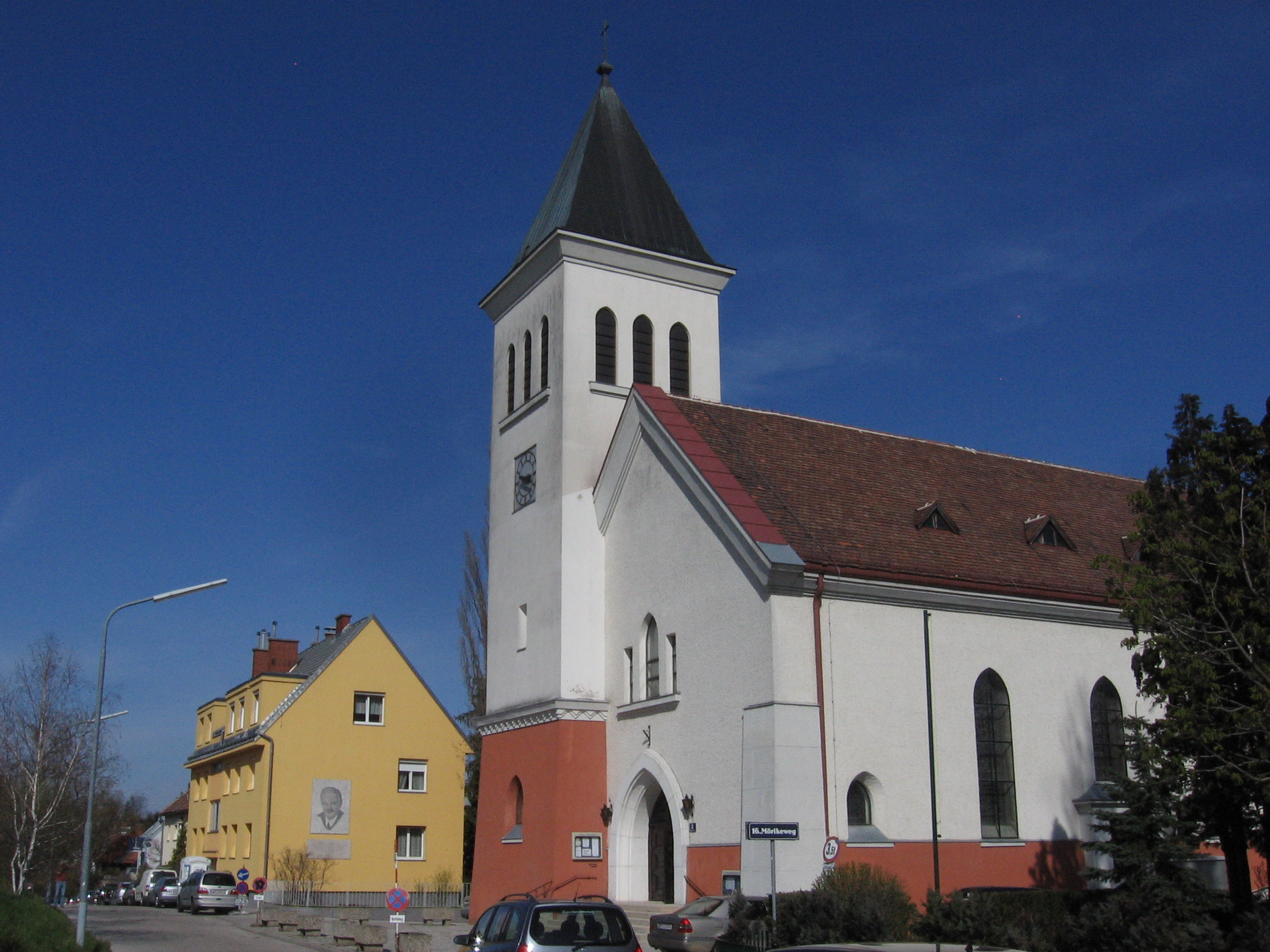
Pfarrkirche Starchant (1928–1929) von Silvio Mohr und Robert Hartinger

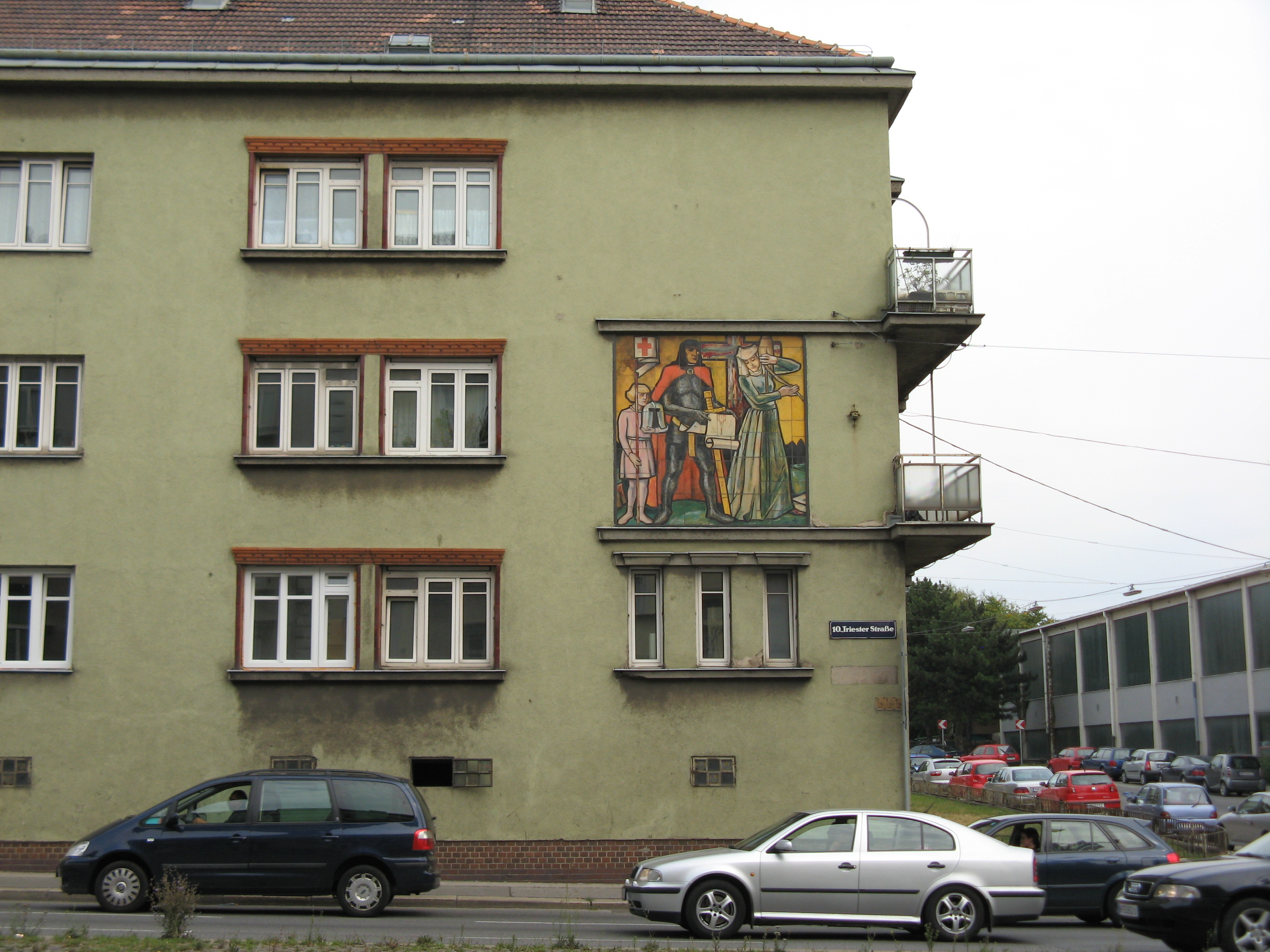
Wohnhausanlage der Gemeinde Wien (1932–1933) von Silvio Mohr und Robert Hartinger

Robert Hartinger (* 10. August 1875 in Baden; † 5. März 1939 in Wien) war ein österreichischer Architekt.

## Leben
Robert Hartinger war der Enkel des Malers Anton Hartinger. Er besuchte in Wien die Realschule und studierte von 1894 bis 1899 an der Technischen Hochschule Architektur. Danach trat er in die Dienste der k.k. Staatsbahndirektion, wo er es bis zum Vorstand der Hochbauabteilung brachte. In jenen Jahren war er für alle Arten von Hochbauten, Betriebsanlagen, aber auch Wohnhäuser für Bahnbedienstete zuständig. 1924 verließ er den Staatsdienst bei der Bahn auf eigenen Wunsch und arbeitete gemeinsam mit Silvio Mohr bis 1934 als selbstständiger Architekt. Danach wirkte er mit seinen Söhnen Robert und Heinz in einer Bürogemeinschaft bis zu seinem Tode im 64. Lebensjahr.

## Bedeutung
Robert Hartinger wirkte zunächst sehr vielseitig bei den Österreichischen Bundesbahnen, er trat jedoch bei den dortigen Bauten nicht namentlich hervor. Während seiner Arbeitsgemeinschaft mit Silvio Mohr in der Zwischenkriegszeit befasste er sich vor allem mit Siedlungsbauten, wie sie die Christlichsozialen bevorzugten. Sein spezieller Anteil an der Arbeitsgemeinschaft ist allerdings nicht mehr zu belegen. Generell bauten die beiden Architekten der Umgebung und dem regionalen Stil angepasst. In den 1930er Jahren wandelte sich ihr Stil der Zeit gemäß und wurde sachlicher und funktionaler.

## Werke
- Herrenhaus und Wirtschaftsanlage Marienhof bei Graz (um 1910)
- Familienhäuser in Lainz, Mauer und Währing (vor 1914)
- Siedlung Gartenheim, Essling, Wien 22 (1921), zusammen mit Silvio Mohr und Karl Krist
- Siedlung Starchant, Gallitzinstraße 15–73, Wien 16 (1921–1923), zusammen mit Silvio Mohr
- Kurheim St. Sebastian, Welser Straße 12–14, Bad Schallerbach (1924), zusammen mit Silvio Mohr
- Siedlung der Österreichischen Tabakregie, Dr.-Karl-Dorrek-Straße 25–29, Schwaz (1926–1929)
- Pfarrkirche Starchant, Wien 16 (1928–1929), zusammen mit Silvio Mohr
- Wohnhausanlage der Gemeinde Wien, Triester Straße 85, Wien 10 (1932–1933), zusammen mit Silvio Mohr
- Siedlung Am Wienerberg, Weitmosergasse 1–59, Wien 10 (1932–1935), zusammen mit Silvio Mohr
- Einfamilienhaus, Küniglberggasse 44, Wien 13 (1933–1934)

Weiters erbaute er gemeinsam mit Silvio Mohr Siedlungsanlagen in Amstetten, Tulln an der Donau, Hainburg an der Donau, Lambach, Grieskirchen und Wattens sowie die Lungenheilstätte der Krankenkasse der Österreichischen Bundesbahnen in Judendorf-Straßengel.

## Auszeichnungen
- 1975: Großes Silbernes Ehrenzeichen für Verdienste um die Republik Österreich[1]